# Robert Costanza
Robert Costanza (* 14. September 1950 in Pittsburgh) ist Professor für ökologische Ökonomik, Leiter des Gund Instituts für ökologische Ökonomie an der University of Vermont, Professor and Direktor in Public Policy an der Crawford School of Public Policy der Australian National University.

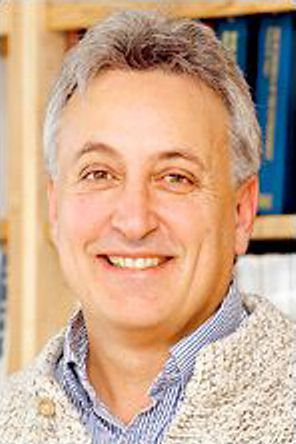
Robert Costanza

## Leben
Bis 2002 war er Direktor des Instituts für ökologische Ökonomie der University of Maryland. Er lehrte dort ökologische Wirtschaft in Solomons und in der biologischen Fakultät in College Park. Er ist Mitbegründer und früherer Präsident des International Society for Ecological Economics (ISEE) und war bis September 2002 Chefredakteur der Zeitschrift Ecological Economics.
Costanza war Mitglied vieler wissenschaftlicher Projekte und Gremien. Unter anderem war er an den Projekten Land-Ocean Interactions in the Coastal Zone und Analysis, Integration and Modeling of the Earth System beteiligt. Dies waren die Kernprojekte des International Geosphere-Biosphere Programme. Er saß in den Gremien der U.S. EPA National Advisory Council for Environmental Policy and Technology, dem National Research Council Board on Sustainable Development, dem Committee on Global Change Research, dem National Research Council,  dem Board on Global Change, dem U.S. National Committee for the Man and the Biosphere Program und dem National Marine Fisheries Service Committee on Ecosystem Principles.

## The value of world’s ecosystems
Besondere Bekanntschaft auch jenseits von Fachkreisen erlangte Costanza als Hauptautor der 1997 im Nature-Magazin veröffentlichten Studie The value of the world’s ecosystem services and natural capital, die bis heute die mit Abstand meistzitierte ökonomische Bewertungsstudie von Ökosystemen ist.